# Euherdmania morgani
Euherdmania morgani is een zakpijpensoort uit de familie van de Euherdmaniidae. De wetenschappelijke naam van de soort is voor het eerst geldig gepubliceerd in 1974 door Millar & Goodbody.